# Тоні Ромінгер
Тоні Ромінгер (дан. Tony Rominger; нар. 27 березня 1961) — колишній швейцарський професійний шосейний велогонщик, переможець гранд-турів Вуельта Іспанії і Джиро д'італія.

## Біографія
Ромінгер народився в Данії, але в 13 років разом з родиною перебрався в швейцарський Цуг, і виступав у велоперегонах під прапором Швейцарії. Він почав займатися велоспортом досить пізно, тому перейшов у професіонали лише у 25-річному віці. У 1988 році Ромінгер виграв багатоденку Джіро дель Емілія, в наступні роки він переміг ще на кількох престижних багатоденках. У 1992 році вперше швейцарець зумів включитися в боротьбу за призи на Гранд Турі, а саме Вуельті-1992. І відразу він зумів виграти, вирвавши перемогу у Хесуса Монтойї у заключній роздільній гонці. Наступного року боротьба за перемогу в цій гонці розвернувся між швейцарцями, Ромінгером і Алексом Цуллє. Вони неодноразово перехоплювали золоту майку один у одного, рахунок йшов на секунди. У підсумку Цуллє підвів прокол колеса на останньому гірському етапі, після якого він не зумів наздогнати лідерів на чолі з Ромінгером. У тому ж сезоні Ромінгер бився з Мігелем Індурайном. На Тур де Франс 1993 року швейцарець виграв 3 етапи і майку гірського короля, але занадто велика втрата часу на стартових етапах залишила його тільки 2-м.
В квітні 1994 року Ромінгер втретє поспіль виграв Тур Басконії, а в травні повторив це досягнення на Вуельті-1994. Швейцарець виграв 6 етапів, і став першим триразовим переможцем Вуельти. Пізніше рекорд був повторений Роберто Ерасом, але його перемоги йшли не підряд. 1994 рік приніс Ромінгеру перемоги та на інших престижних перегонах, наприклад на Париж — Ніцца, що в підсумку зробило його кращим гонщиком сезону. Кінець року Ромингер присвятив побиттю рекорду годинної їзди, і йому вдалося це двічі, підсумковим результатом стали 55 291 метр. Швейцарець не виступав на Джиро з 1989 року, після чого виступив на ній тільки у 1995 році. 4 перемоги на етапах допомогли йому здобути першість у загальному і спринтерському заліках. На наступний рік Ромінгер став на Вуельті 3-м і виграв 2 етапи разом з майкою гірського короля. Однак пік його кар'єри минув, і після 38-го місця на Вуельті 1997 Ромінгер вирішив завершити кар'єру. Після цього він залишився в світі велоспорту, працював спортивним директором в Астані.

## Виступи на гранд-турах
| Гранд Тур       | 1986 | 1987 | 1988 | 1989 | 1990 | 1991 | 1992 | 1993 | 1994 | 1995 | 1996 | 1997 |
| --------------- | ---- | ---- | ---- | ---- | ---- | ---- | ---- | ---- | ---- | ---- | ---- | ---- |
| Джиро д'Італія  | 97   | НФ   | 44   | НФ   | -    | -    | -    | -    | -    | 1    | -    | -    |
| Тур де Франс    | -    | -    | 68   | -    | 57   | -    | -    | 2    | НФ   | 8    | 10   | НФ   |
| Вуельта Іспанії | -    | -    | -    | -    | 16   | -    | 1    | 1    | 1    | -    | 3    | 38   |

Тур де Франс
- 2-й у загальному заліку (1993)
- Перемога у гірському заліку (1993)
- Перемоги на 4 етапах (1993)

Джиро д'Італія
- Перемога в загальному заліку (1995)
- Перемога в спринтерському заліку (1995)
- Перемога в інтерджиро (1995)
- Перемоги на 5 етапах (1988, 1995)

Вуельта Іспанії
- Перемоги у загальному заліку (1992, 1993, 1994)
- Перемоги у гірському заліку (1993, 1996)
- Перемога в спринтерському заліку (1993)
- Перемоги на 13 етапах (1992—1994, 1996)

## Інші перемоги
- UCI Road World Cup (1994)
- Тур Басконії (1992, 1993, 1994)
- Джиро ді-Ломбардія (1989, 1992)
- Тур Романдии (1991, 1995)
- Тіррено — Адріатіко (1989, 1990)
- Париж — Ніцца (1991, 1994)
- Гран-прі націй (1991, 1994)
- Субіда Уркіола (1993)
- Гран-прі Едді Меркса (1994)
- Джіро дель Емілія (1988)
- Сетмана Каталана (1993)
- Годинний рекорд: 22 жовтня 1994 (Велодром дю Лак, Бордо), 53 832 км
- Годинний рекорд: 05 листопада 1994 (Велодром дю Лак, Бордо), 55 291 км